# Kielia
Kielia (gr. Κελλιά) – wieś w Republice Cypryjskiej, w dystrykcie Larnaka. W 2011 roku liczyła 387 mieszkańców.